# Xiurenbagrus xiurenensis
Xiurenbagrus xiurenensis е вид лъчеперка от семейство Amblycipitidae.

## Разпространение
Видът е разпространен в Китай.